# Dilophonotini
I Dilophonotini Burmeister, 1878, sono una delle tre tribù di lepidotteri appartenenti alla sottofamiglia Macroglossinae, le cui specie sono diffuse nelle Americhe, in Eurasia e in Nordafrica.

## Distribuzione e habitat
I generi ascritti alla sottotribù Dilophonotina presentano una distribuzione principalmente neotropicale, e parzialmente neartica: la maggioranza delle specie abita ecosistemi compresi tra il Sud degli Stati Uniti d'America e la Terra del Fuoco.
I due generi della sottotribù Hemarina hanno invece distribuzione olartica, orientale o afrotropicale.

## Tassonomia

### Sottotribù e generi

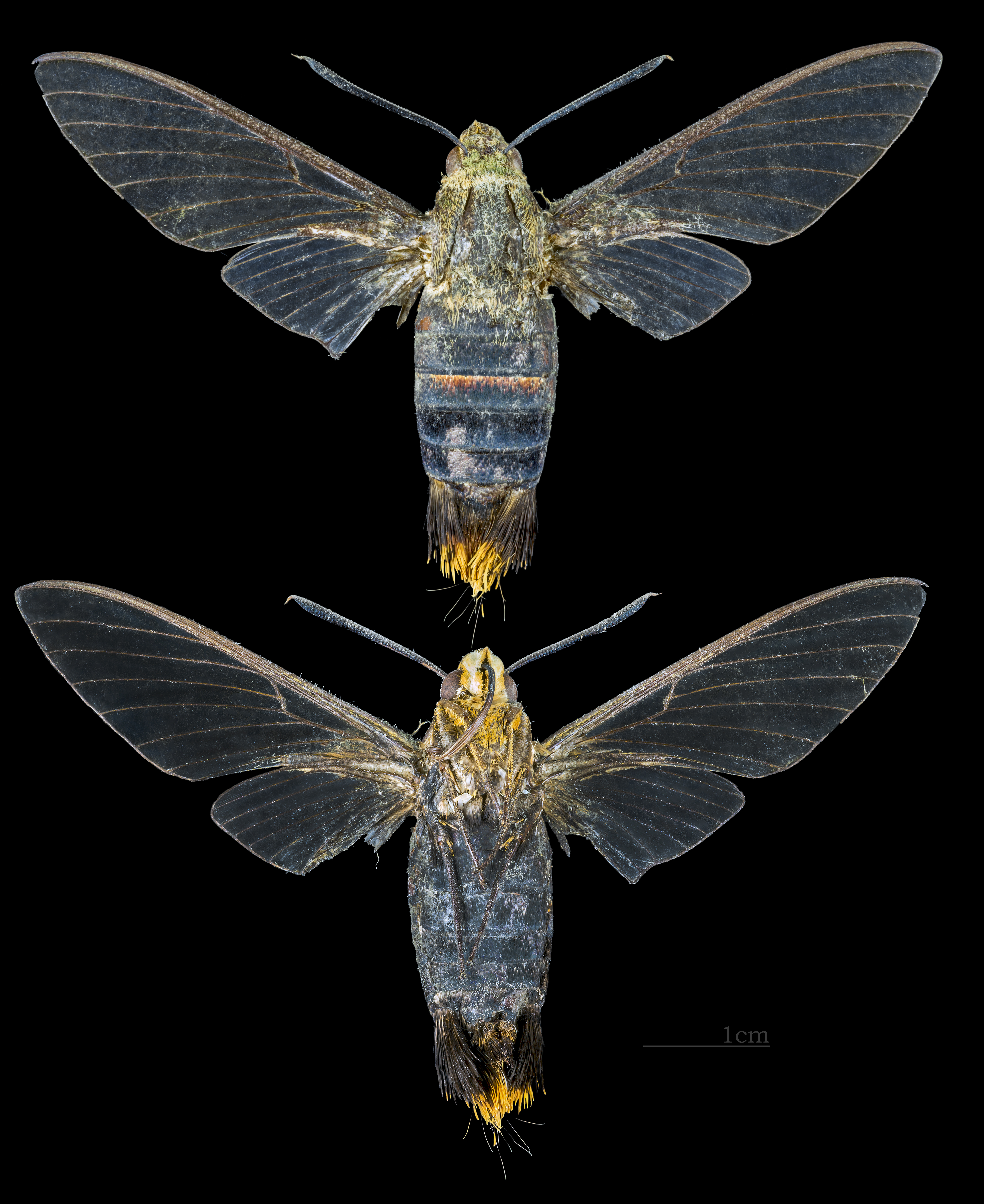
Cephonodes
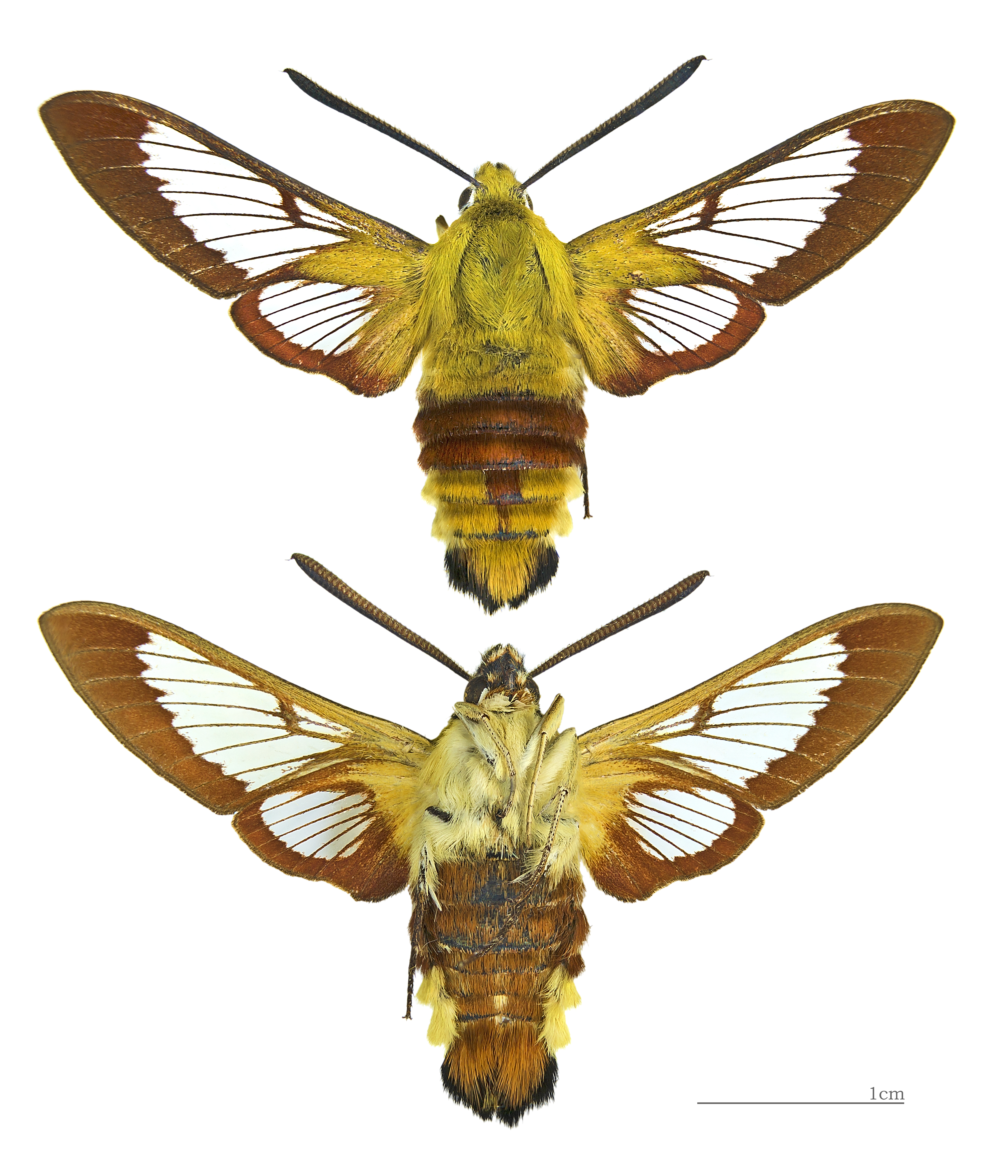
Hemaris

Questo taxon comprende due sottotribù, con 26 generi, suddivisi in 175 specie:
- Sottotribù Dilophonotina Burmeister, 1878
  - Genere Aellopos Hübner, 1819
  - Genere Aleuron Boisduval, 1870
  - Genere Baniwa Lichy, 1981
  - Genere Callionima Lucas, 1857
  - Genere Cautethia Grote, 1865
  - Genere Enyo Hübner, 1819
  - Genere Erinnyis Hübner, 1819
  - Genere Eupyrrhoglossum Grote, 1865
  - Genere Hemeroplanes Hübner, 1819
  - Genere Himantoides Butler, 1876
  - Genere Isognathus Felder & Felder, 1862
  - Genere Kloneus Skinner, 1923
  - Genere Madoryx Boisduval, 1875
  - Genere Nyceryx Boisduval, 1875
  - Genere Oryba Walker, 1856
  - Genere Pachygonidia Fletcher, 1982
  - Genere Pachylia Walker, 1856
  - Genere Pachylioides Hodges, 1971
  - Genere Perigonia Herrich-Schäffer, 1854
  - Genere Phryxus Hübner, 1819
  - Genere Protaleuron Rothschild & Jordan, 1903
  - Genere Pseudosphinx Burmeister, 1856
  - Genere Stolidoptera Rothschild & Jordan, 1903
  - Genere Unzela Walker, 1856

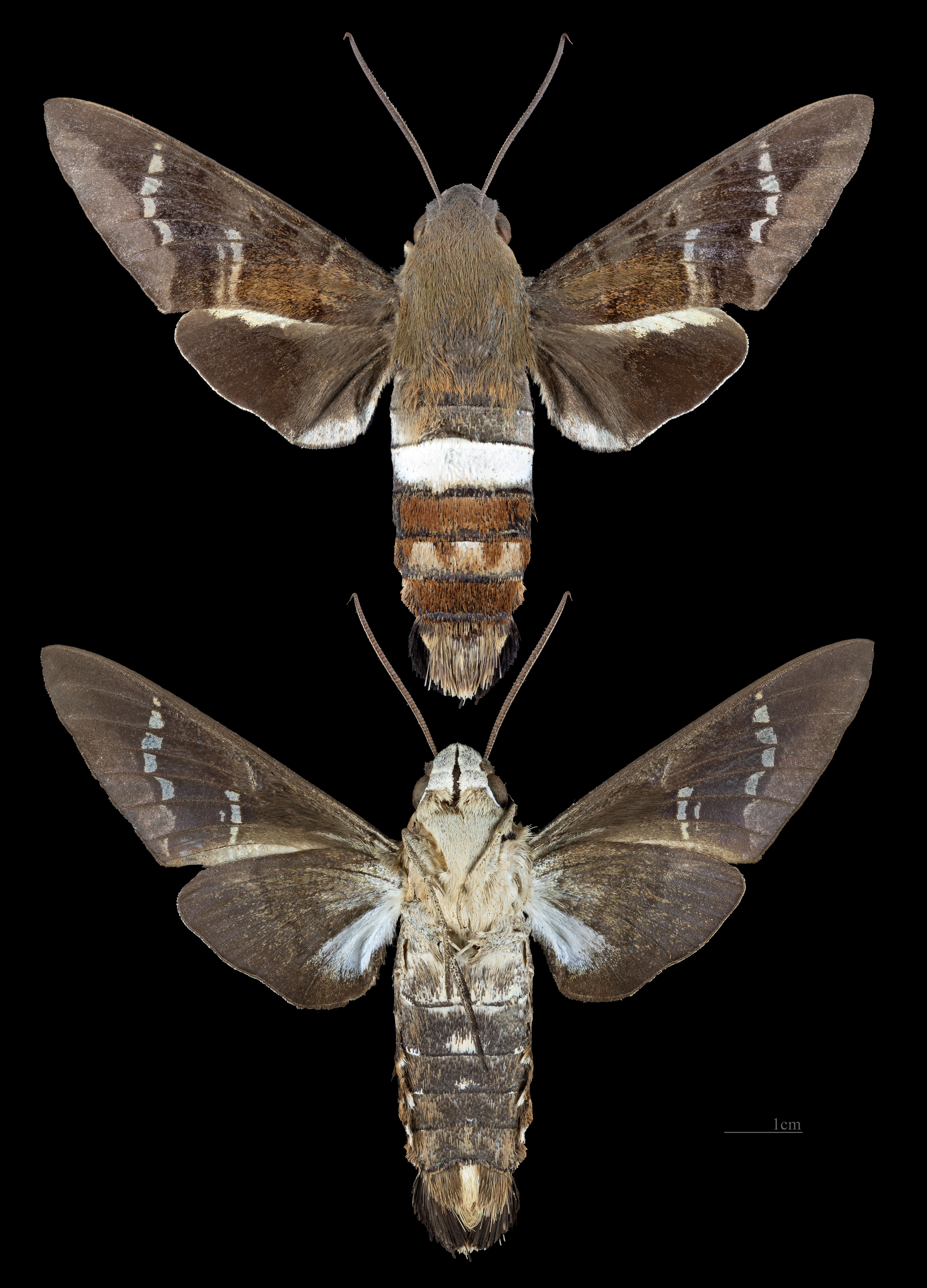
Aellopos
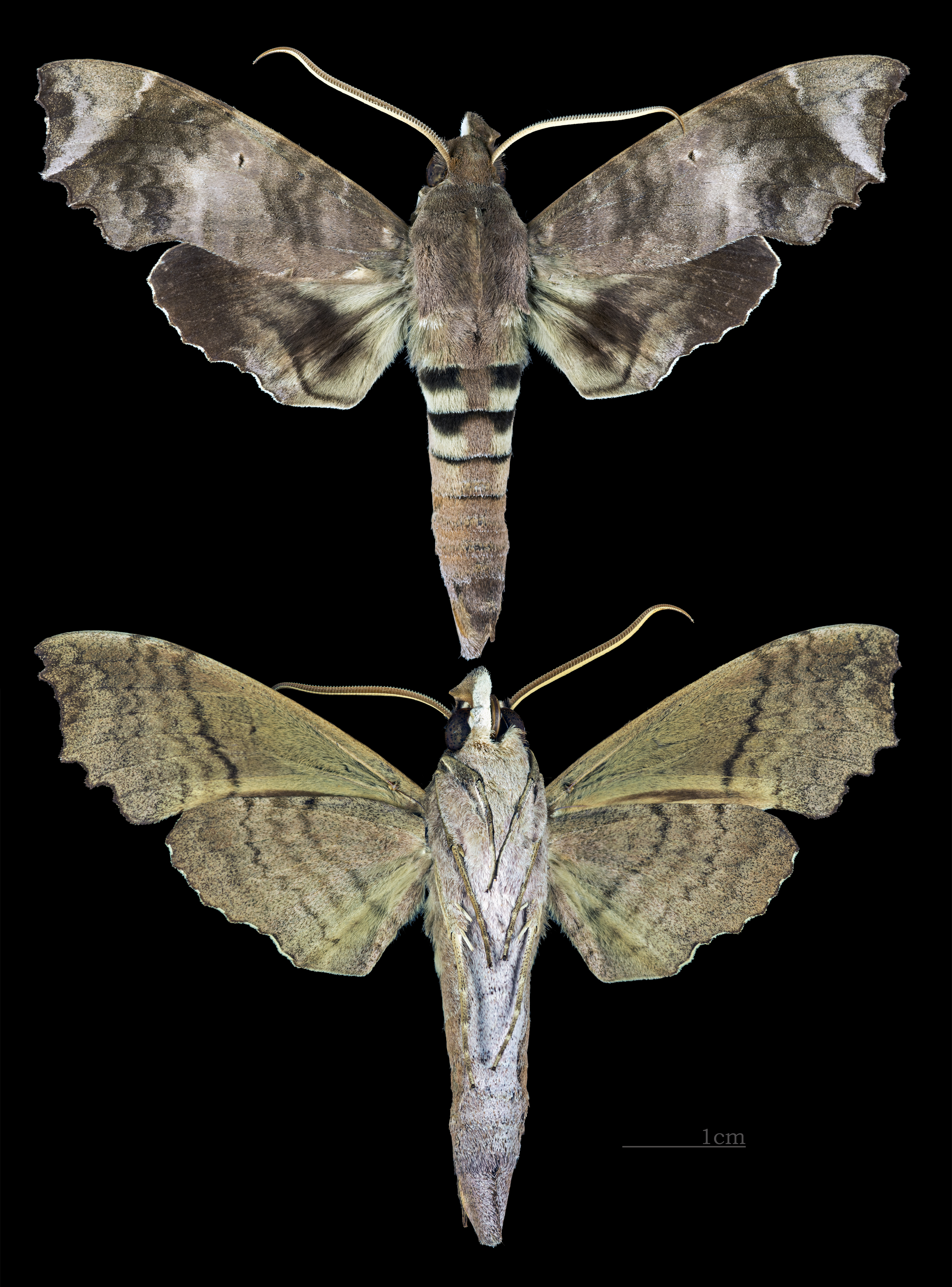
Aleuron
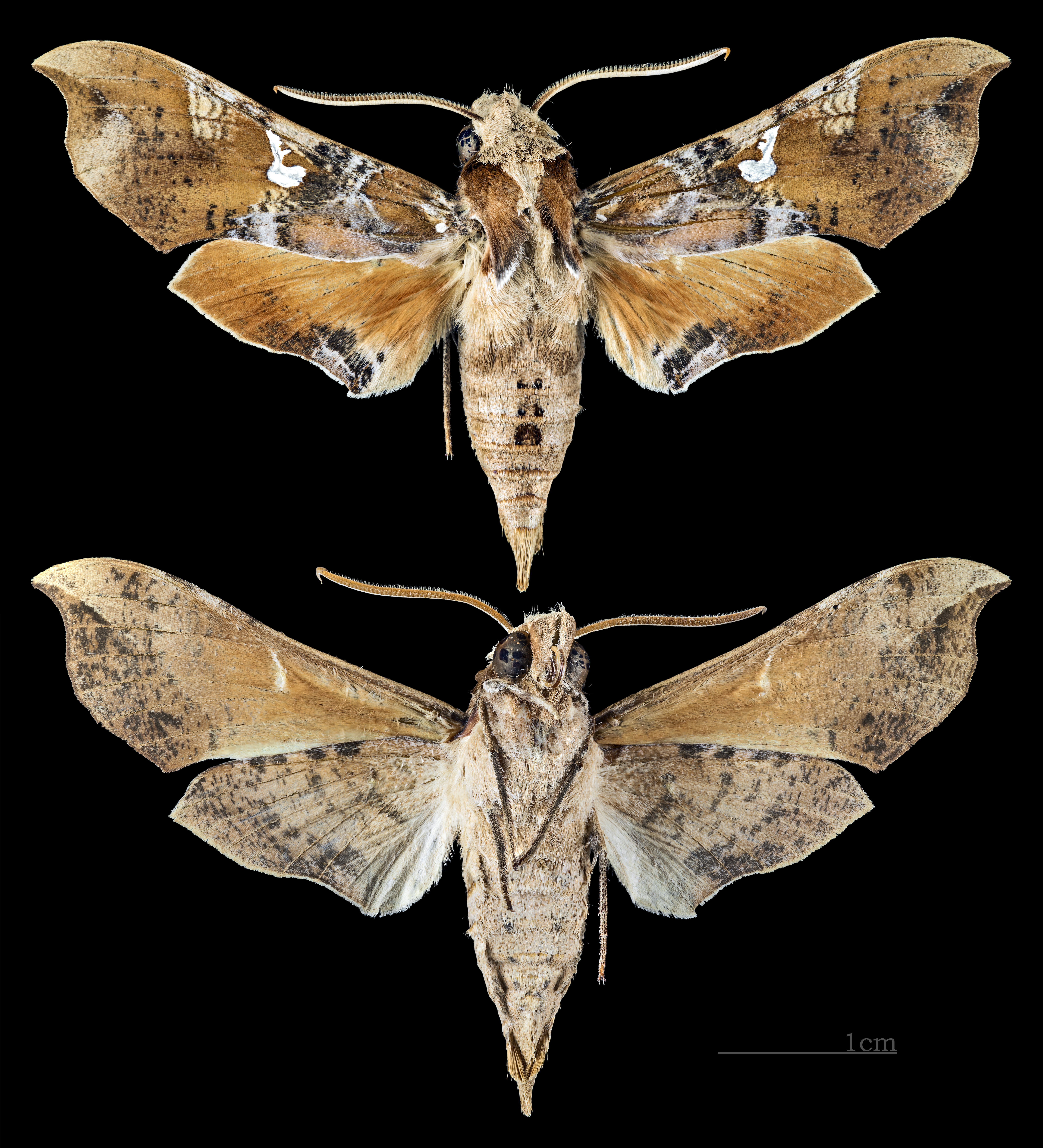
Callionima
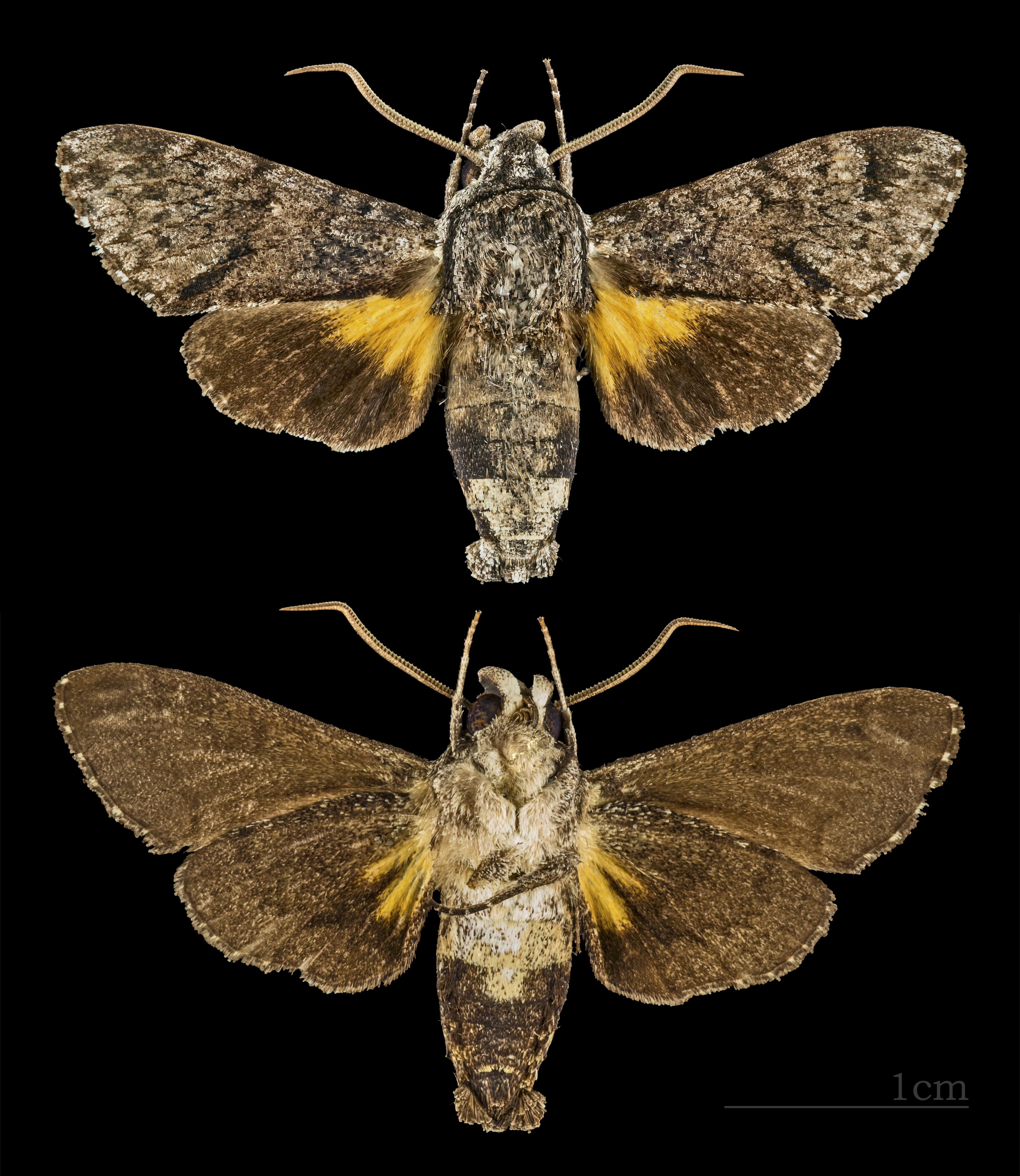
Cautethia
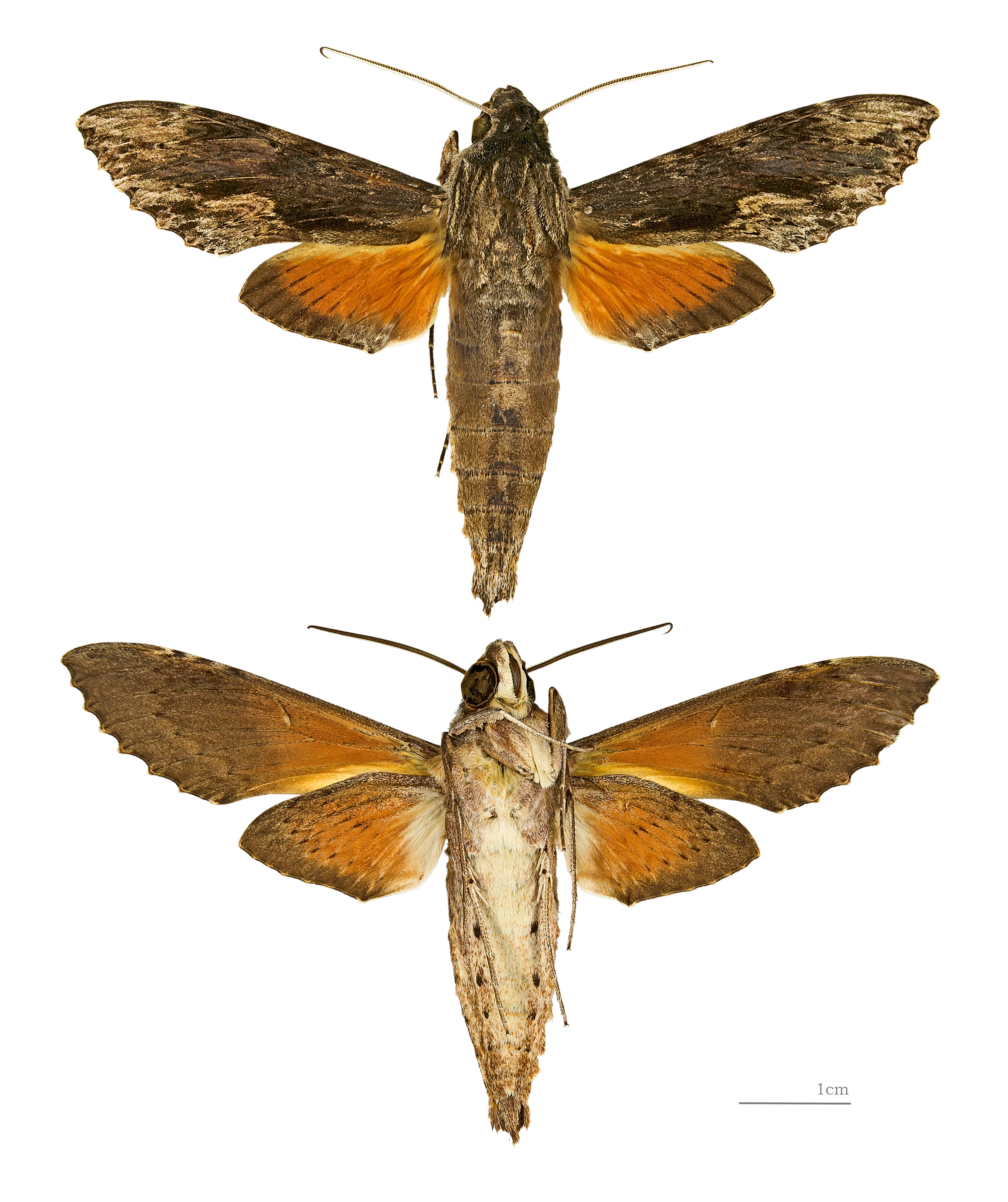
Erinnyis
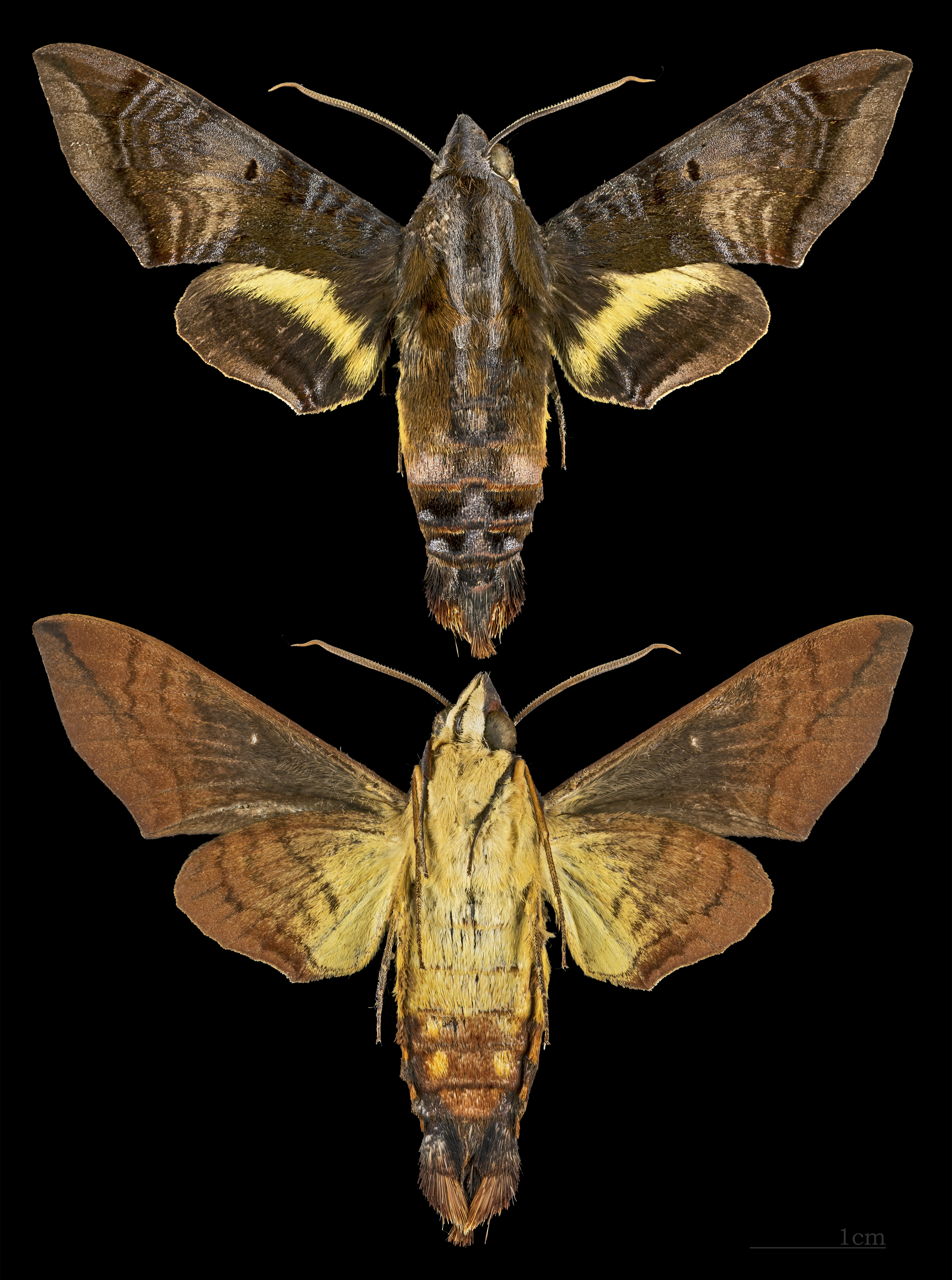
Eupyrrhoglossum
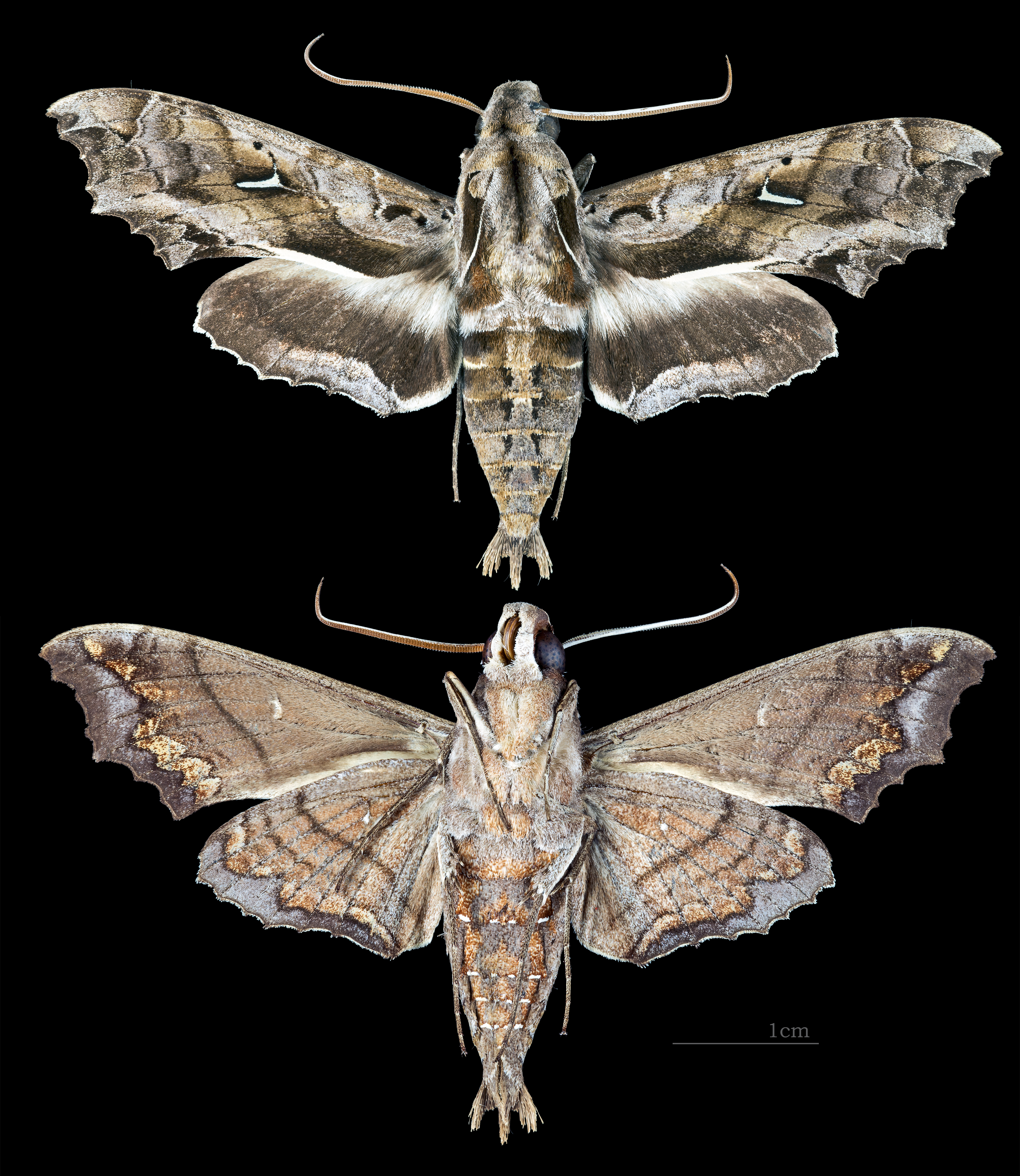
Hemeroplanes
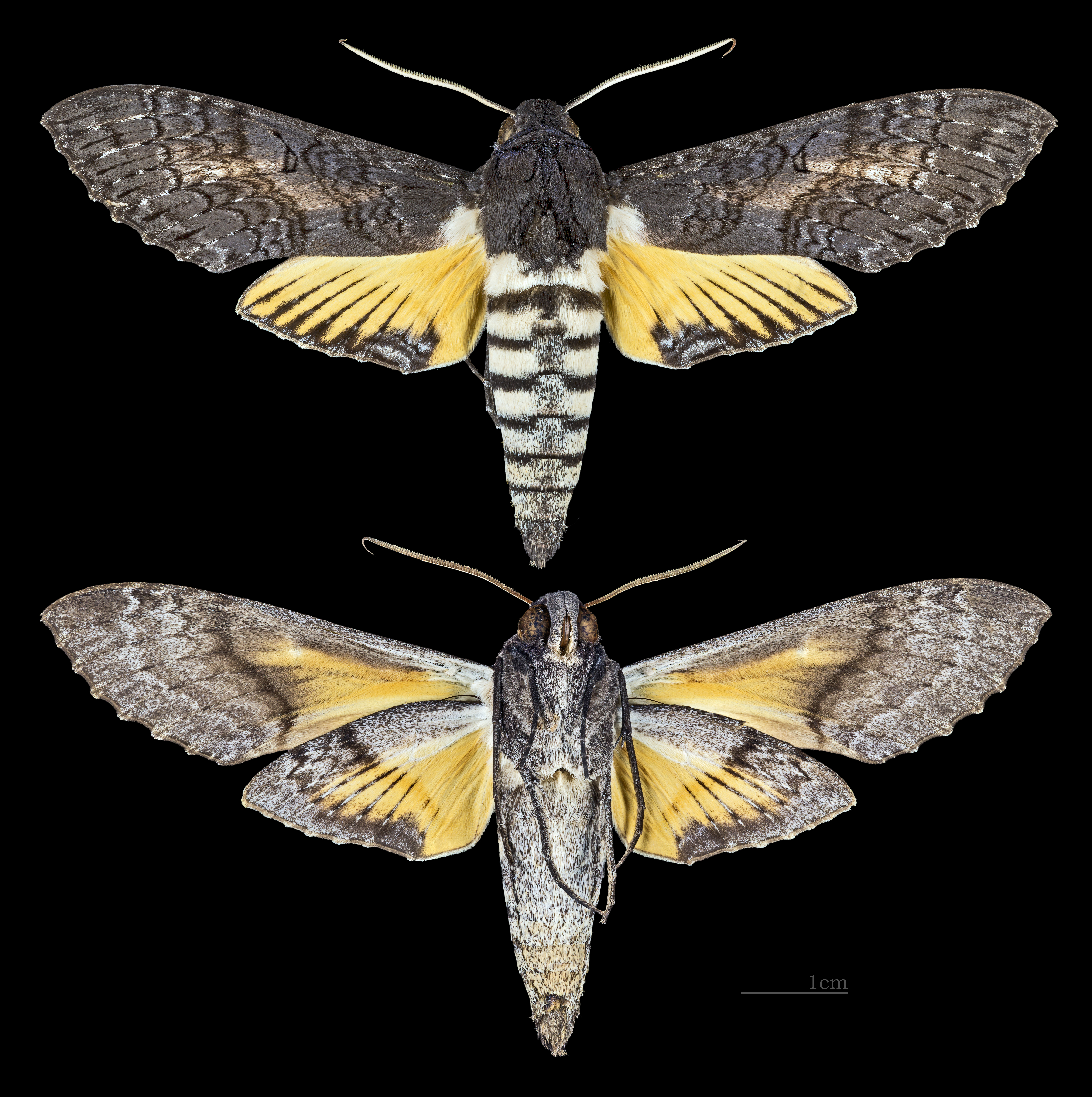
Isognathus
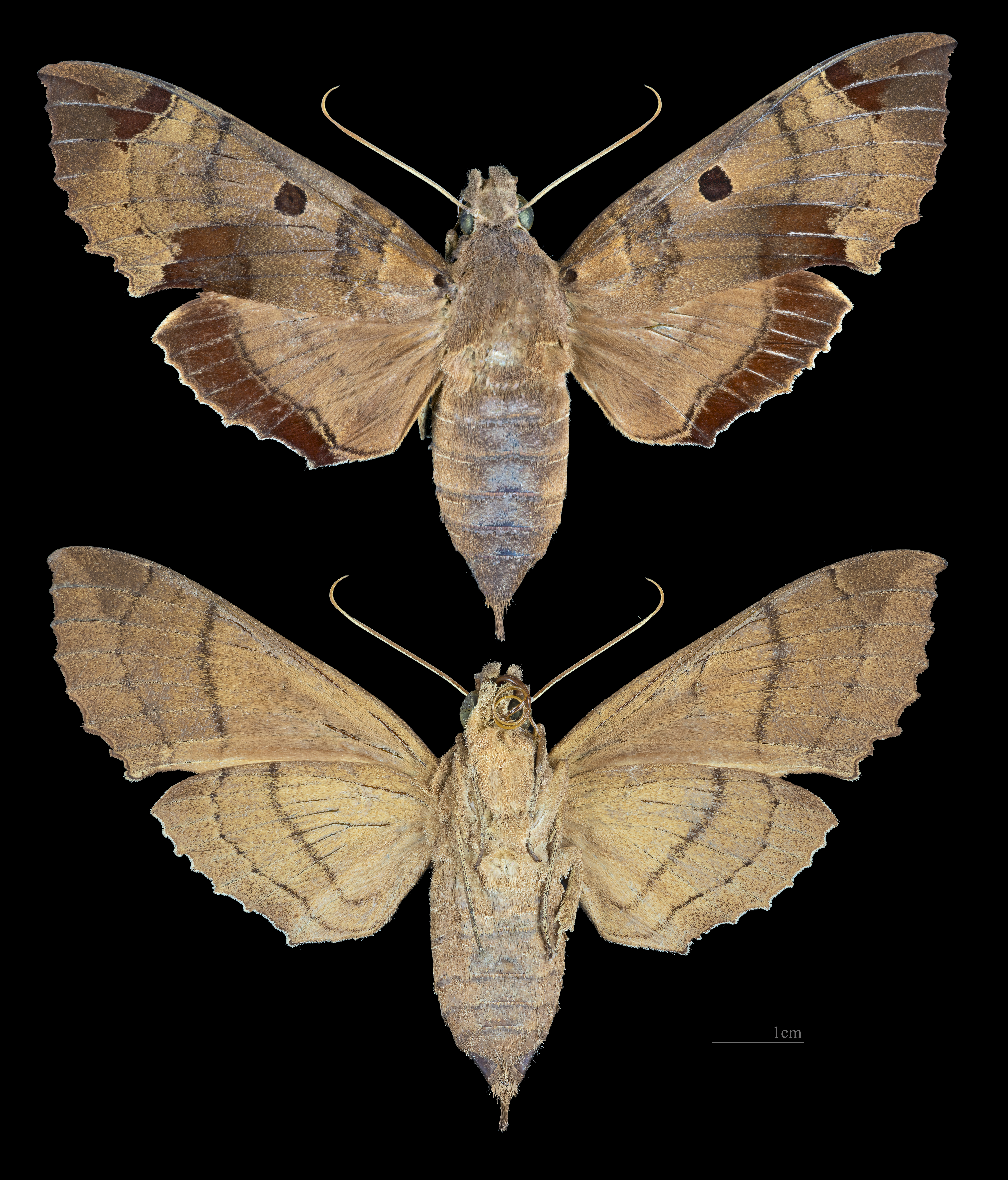
Kloneus
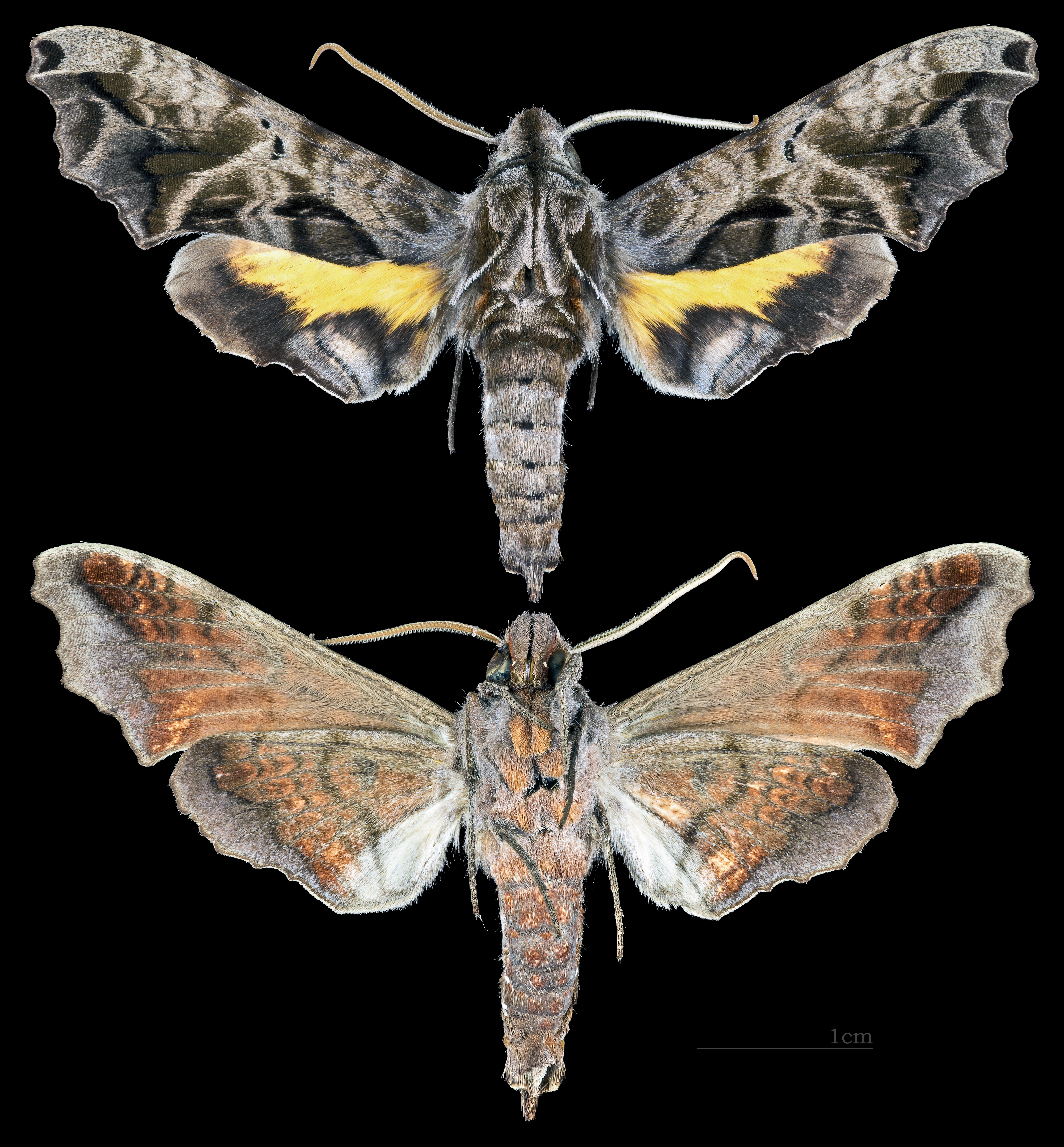
Nyceryx
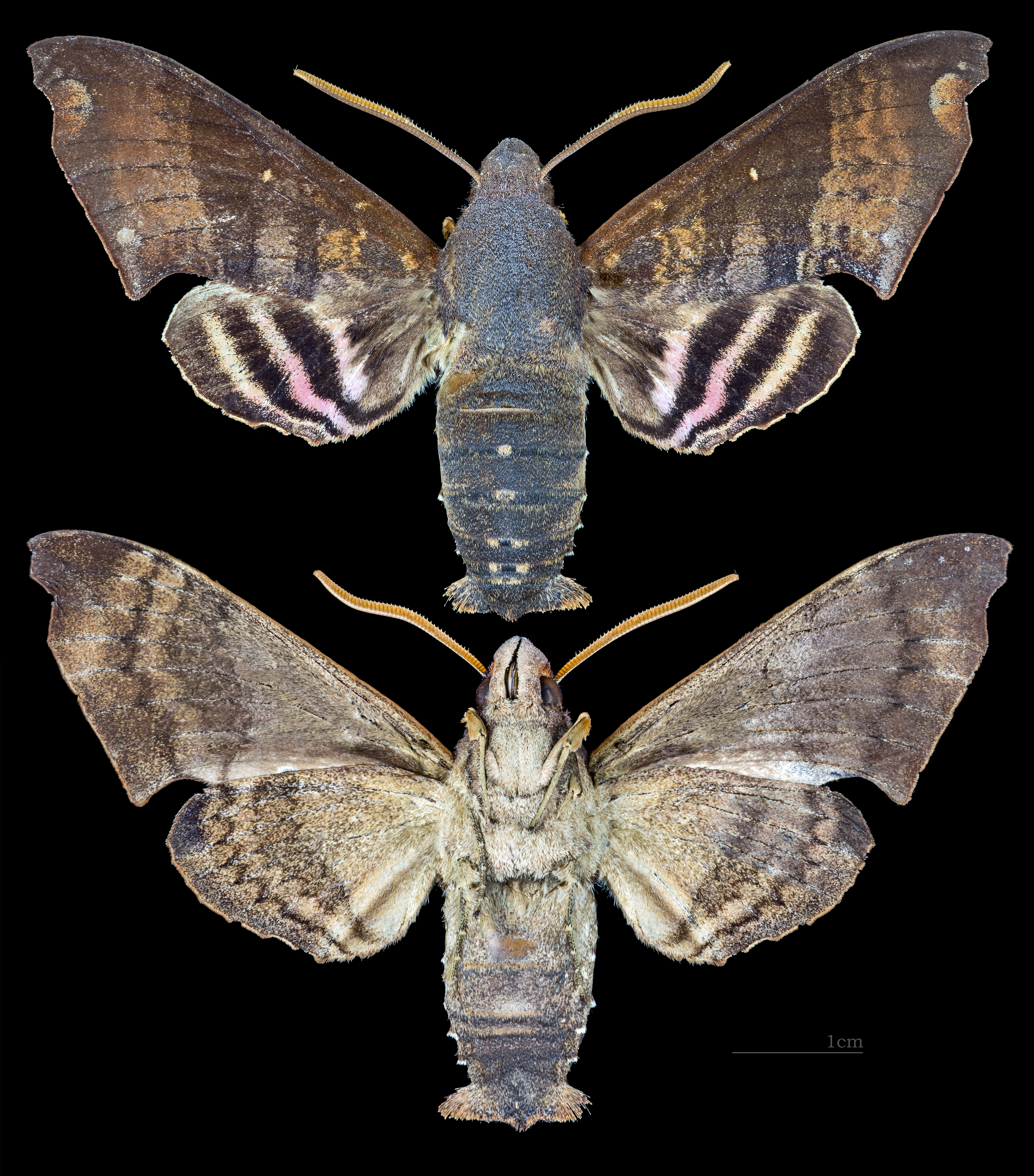
Pachygonidia
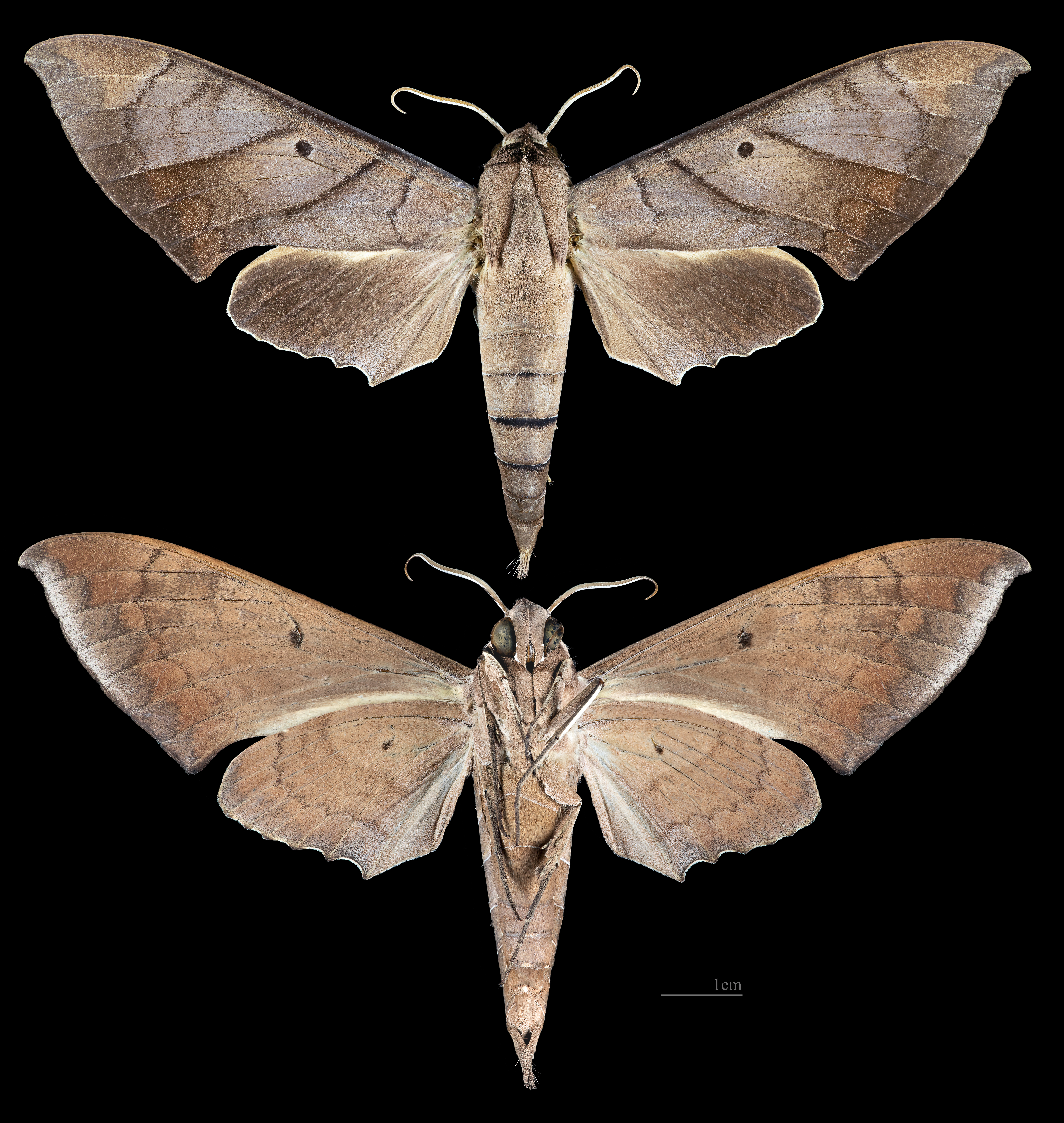
Pachylia
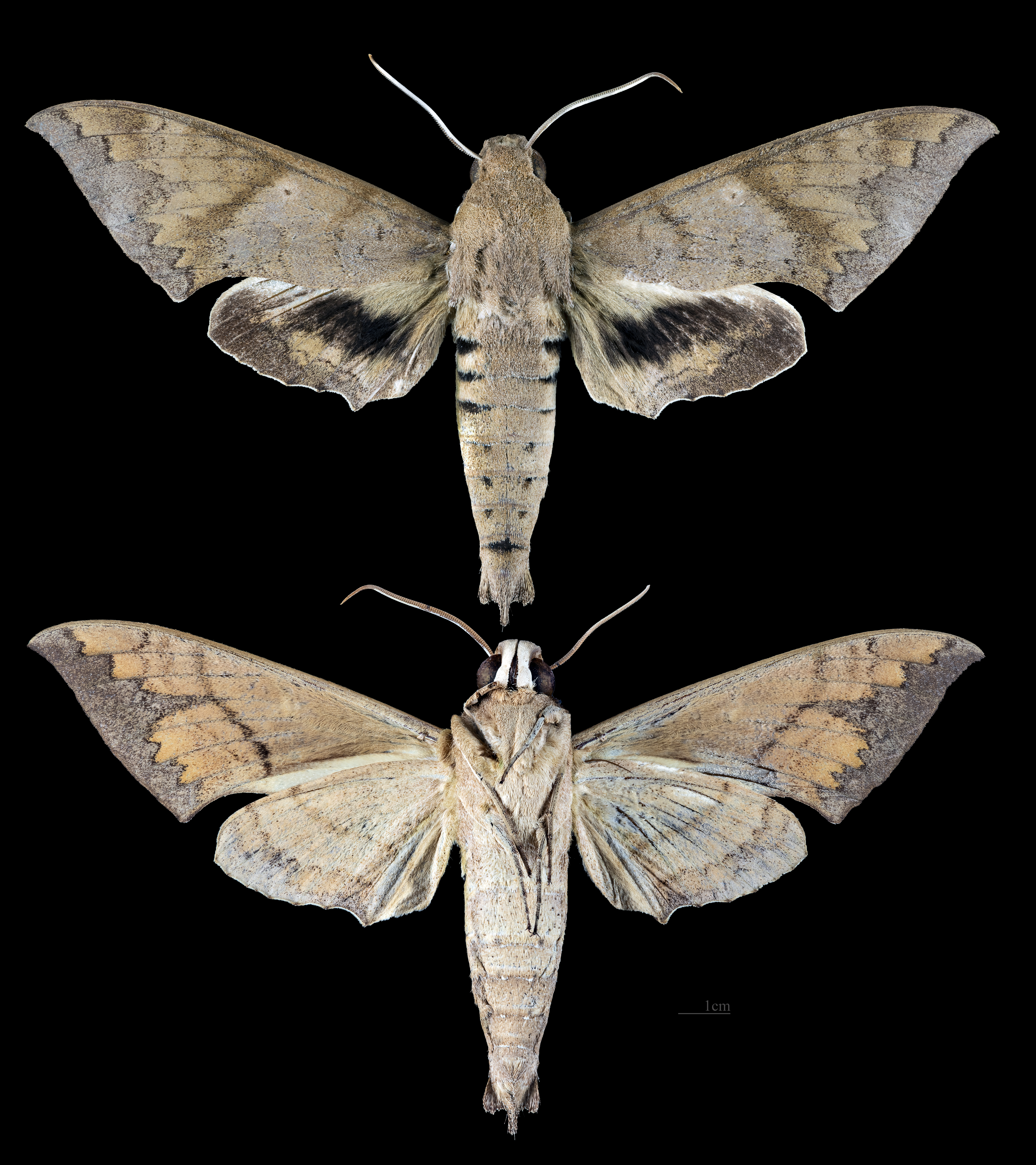
Pachylioides
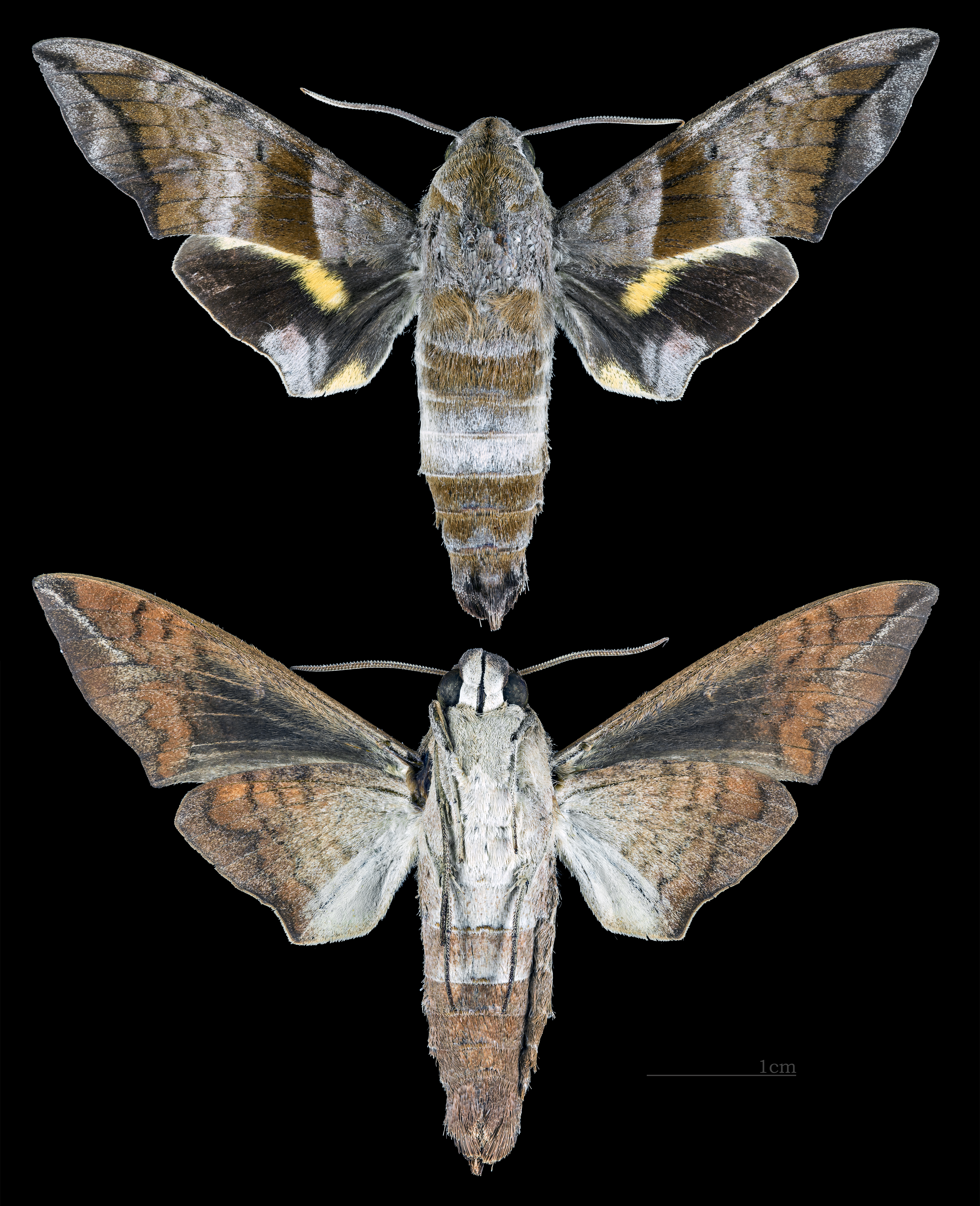
Perigonia
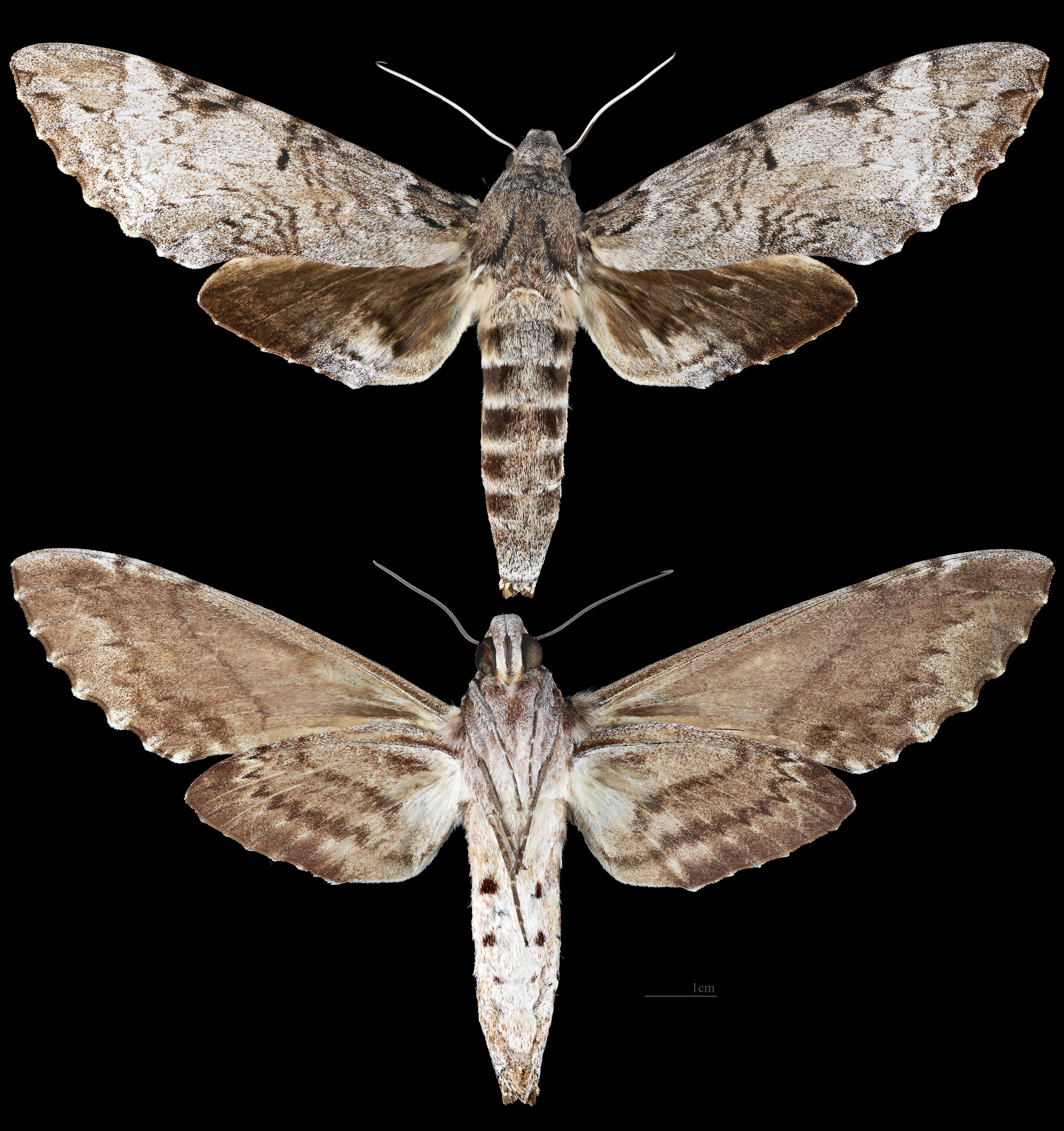
Pseudosphinx
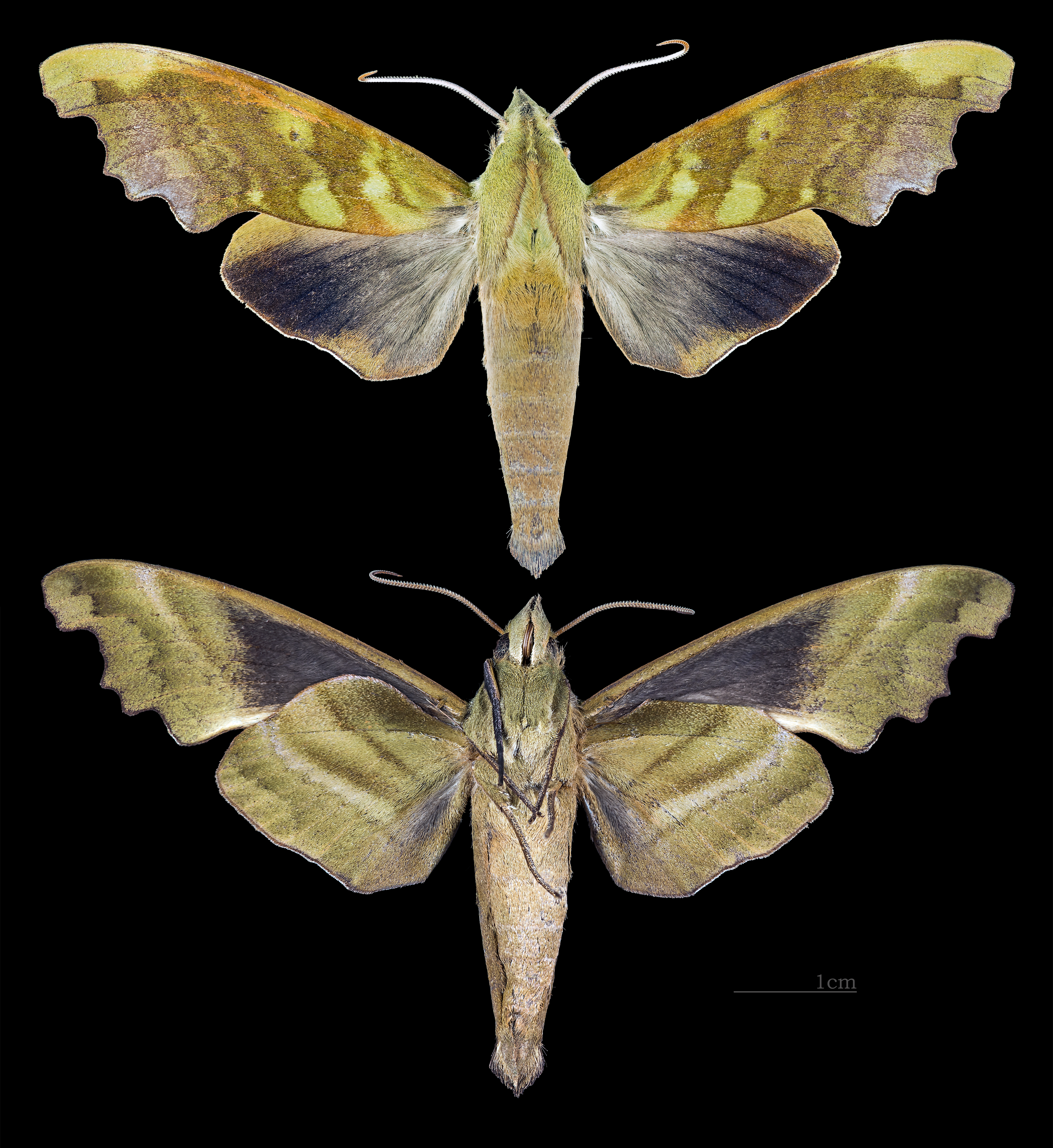
Stolidoptera
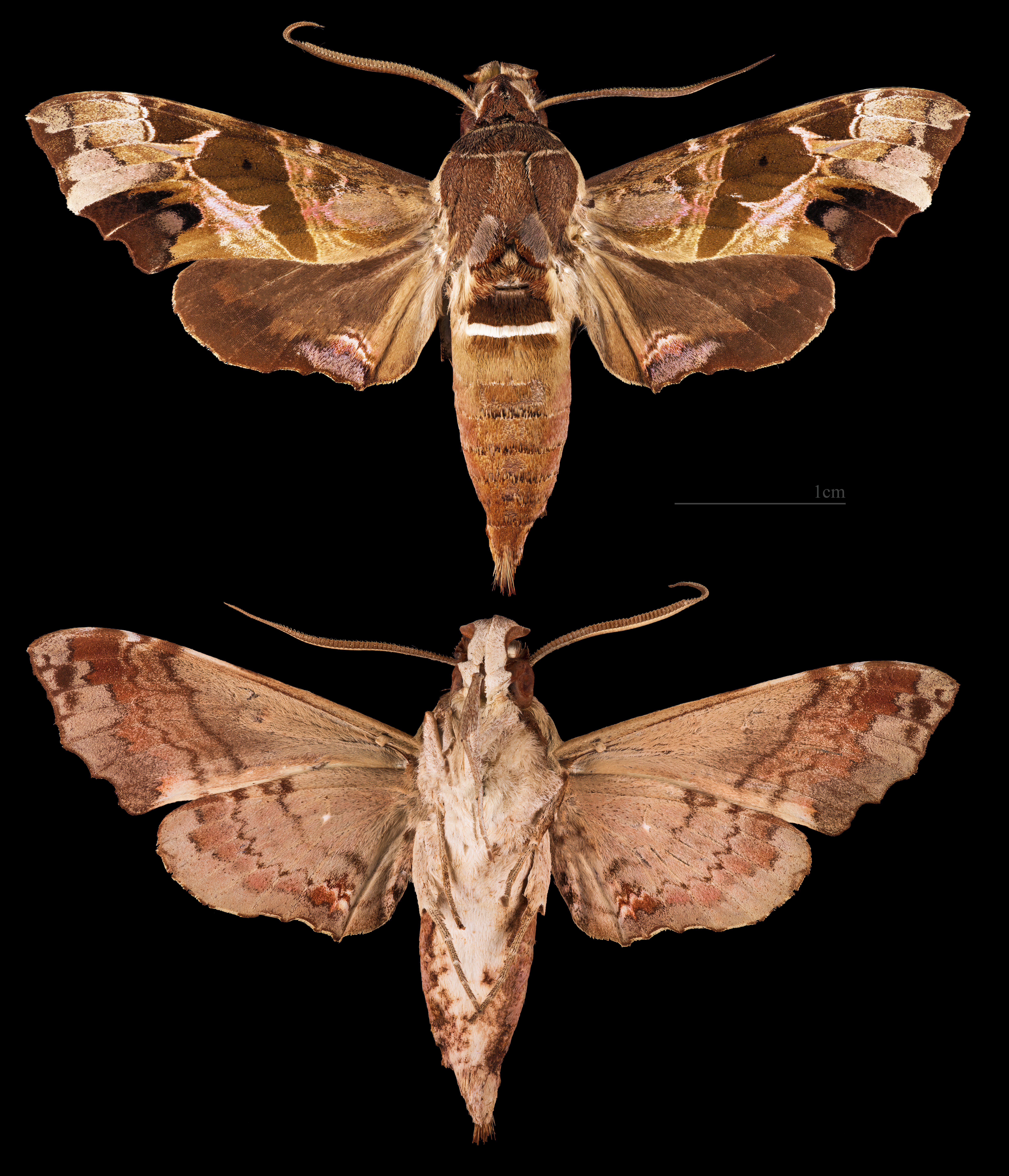
Unzela

- Sottotribù Hemarina Tutt, 1902
  - Genere Cephonodes Dalman, 1816
  - Genere Hemaris Dalman, 1816

- Cephonodes
- Hemaris